# Puvirnituq

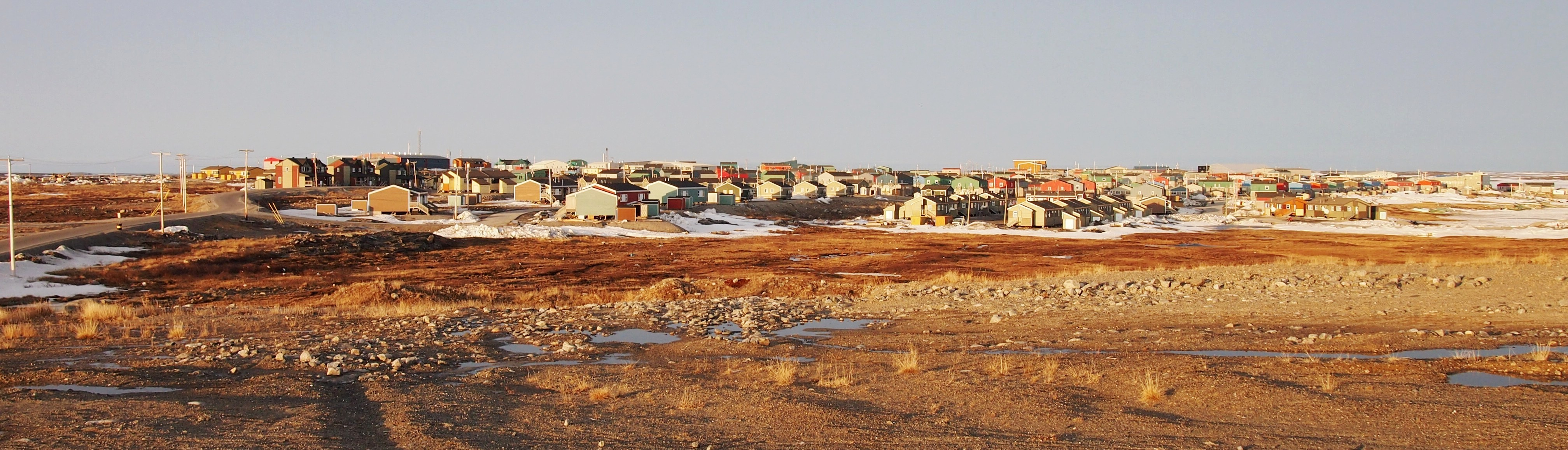
Puvirnituq

Puvirnituq ist mit 2129 Einwohnern (Stand: 2021) die drittgrößte Inuit-Siedlung in der Region Nunavik, Verwaltungsregion Nord-du-Québec. Der Inuktitut-Name "Puvirnituq" bedeutet „Ort mit Geruch nach verdorbenem Fleisch“ (wofür es unterschiedliche, teils legendäre Begründungen gibt); die frühere, vom Englischen beeinflusste Schreibweise des Siedlungsnamens lautete Povungnituk (oder kurz „Pov“). Der Ort liegt an der Ostküste der Hudson Bay auf der Westseite der Ungava-Halbinsel, etwa 4 Kilometer von der Puvirnituq Bay entfernt an einem größeren Fluss gleichen Namens (Rivière de Puvirnituq).
1921 etablierte die Hudson’s Bay Company (HBC) einen Handelsposten. Zu jener Zeit lebten die Inuit noch in fernab gelegenen Camps und mussten längere Fußmärsche auf sich nehmen, wenn sie ihre Felle gegen Waren aus dem Süden eintauschen wollten. Dreißig Jahre später, 1951, schloss die HBC ihre auf Qikiqtarjuaq (wörtlich „große Insel“, Cape Smith nahe Akulivik) und bei Kangirsuruaq gelegenen Handelsposten und fasste mit dem Bau eines größeren Vorratslagers alle Aktivitäten in Puvirnituq zusammen. In der Folge blieb den in entlegenen Camps lebenden Inuit nichts anderes übrig, als in das Siedlungszentrum Puvirnituq umzuziehen. 1956 wurde eine römisch-katholische Missionsstation in Puvirnituq errichtet. Zwei Jahre danach regte der Oblaten-Pater André Steinman an, die Inuit sollten eine Vereinigung der Steinskulpturen-Schnitzer (Carvers’ Association of Povungnituk) bilden; daraus entstand bald eine Genossenschaft, die noch heute vorbildliche „Co-operative Association of Puvirnituq“.
Gemeinsam mit den Bewohnern von Ivujivik und 49 % der Bevölkerung von Salluit weigerten sich die Inuit von Puvirnituq 1975, das Abkommen der Baie James und des Quebecer Nordens zu unterzeichnen, mit dem die übrigen Inuit von Nunavik bestimmte Landansprüche und Rechte erwarben und im Gegenzug der Provinzialregierung ermöglichten, das ehrgeizige Baie-James-Wasserkraftprojekt durchzuführen. Sie bildeten stattdessen eine eigene Interessengemeinschaft („Inuit Tungavinga Nunamini“).
Heutzutage bildet Puvirnituq den Mittelpunkt mit allen notwendigen Einrichtungen wie Schulen, Kirchen und Gesundheitszentrum für die an der Hudson Bay-Küste lebenden Inuit, und sein Flugplatz ist Ausgangspunkt für Flüge zu kleineren und abgelegenen Gemeinden. Eine wichtige wirtschaftliche Rolle spielt für Puvirnituq nach wie vor die Inuit-Kunst.

## Söhne und Töchter
Allgemein bekannt wurden u. a. die Künstler Aisa Qupirualu Alasua (* 1916), Davidialuk Alasua Amittu (1910–1976), Mattiusie Iyaituk (* 1950), Nutaraaluk Vilia Iyaituk (* 1943), Johnny Angutigulu Novalinga „Pov“ (1908–1978), Josie Pamiutu Papialuk, „Puppy“ (1918–1996), Levi Qumaluk (1919–1997), Joe Talirunili (1899–1976).